# Lijst van rijksmonumenten in Abbenbroek
De plaats Abbenbroek telt 9 inschrijvingen in het rijksmonumentenregister. Hieronder een overzicht.
| Object | Oorspronkelijke functie?  | Bouwjaar              | Architect | Locatie                      | Coördinaten?                  | Nr.?   | Afbeelding                                               |
| --- | ------------------------- | --------------------- | --------- | ---------------------------- | ----------------------------- | ------ | -------------------------------------------------------- |
| Molenaarshuis | Industrie- en poldermolen | 1875-1900             |           | Gemeenlandsedijk Zuid 23     | 51° 50' 52" NB, 4° 14' 47" OL | 525145 | Meer afbeeldingen                                        |
| Schuur | Boerderij                 | 1920/1930             |           | Gemeenlandsedijk Zuid bij 23 | 51° 50' 52" NB, 4° 14' 48" OL | 525146 | Schuur                                                   |
| Toegangshek van de begraafplaats naast de Hervormde kerk                                                                                          | Begraafplaats en -onderdl | 1850-1900             |           | Kerkplein bij 11             | 51° 50' 54" NB, 4° 14' 27" OL | 525168 | Toegangshek van de begraafplaats naast de Hervormde kerk |
| Ambachtshuis | Woonhuis                  | mogelijk 17e eeuw     |           | Kerkplein 9A                 | 51° 50' 56" NB, 4° 14' 26" OL | 9355   | Meer afbeeldingen                                        |
| Nederlands Hervormde Kerk (St. Egidius) | Kerk en kerkonderdeel     | 1491                  |           | Kerkplein bij 9              | 51° 50' 55" NB, 4° 14' 28" OL | 9356   | Meer afbeeldingen                                        |
| Toren van de Nederlands Hervormde Kerk | Kerk en kerkonderdeel     | eerste kwart 15e eeuw |           | Kerkplein bij 9              | 51° 50' 55" NB, 4° 14' 27" OL | 9357   | Meer afbeeldingen                                        |
| Oude Pastorie | Kerkelijke dienstwoning   | 18e/19e eeuw          |           | Kerkplein 4                  | 51° 50' 53" NB, 4° 14' 30" OL | 9358   | Meer afbeeldingen                                        |
| Kleine, schilderachtige boerderij met in de vensters van het woongedeelte roedenverdeling met kleine ruitjes. Stal met gepotdekselde houten delen | Boerderij                 | mogelijk 17e eeuw     |           | Gemeenlandsedijk Zuid 33     | 51° 50' 49" NB, 4° 14' 51" OL | 9359   | Meer afbeeldingen                                        |
| De Hoop | Industrie- en poldermolen | 1846                  |           | Gemeenlandsedijk Zuid 25     | 51° 50' 52" NB, 4° 14' 48" OL | 9360   | Meer afbeeldingen                                        |